# Río Volcán (Argentina)
El Volcán es un río que fluye en el departamento Río Chico, en la provincia de Santa Cruz, Patagonia argentina. Es el principal afluente del Lago Belgrano.
El río nace en el extremo oriental del lago Volcán, que es el único emisario. A lo largo de 6 km, está orientada de noroeste a sureste. Poco después de salir del lago volcán, recibe al río Lácteo en su margen izquierda (río que recoge las aguas de la vertiente oriental del Cerro Penitentes, de 2943 metros de altura). Se desemboca en el Lago Belgrano, en su orilla norte.
Su cuenca tiene una superficie aproximada de 500 km². Se encuentra dentro del parque nacional Perito Moreno.